# I-F
I-F - solowy projekt muzyczny haskiego producenta Ferenca E. van der Sluijsa.
Stał się on popularny, wydając w 1997 r. utwór pt. Space Invaders Are Smoking Grass określany jako najwcześniejszy przykład electroclashu. Sam I-F nie chciał być jednak kojarzony z ową sceną muzyczną. Nagrany przez niego set DJ-ski pt. Mixed Up In the Hague Vol. 1 w opinii wielu artystów jest nagraniem promującym i przyśpieszającym odnowe nurtu italo disco.

## Dyskografia

### Albumy
- 1998 - Fucking Consumer
- 1999 - The Man From Pack

### Inne
- 1995 - Portrait af a Dead Girl 1: The Cause
- 1996 - Test Pilot Volume 1
- 1997 - Portrait of a Dead Girl II: The Conclusion
- 1997 - Space Invaders Are Smoking Grass
- 1998 - Playstation #2
- 2007 - Lost Tracks for Lost Minds